# Verband der Kriegsdienstverweigerer

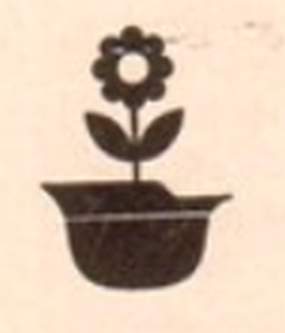
Der umgekehrte Soldatenhelm, aus dem eine Blume wächst, war das Logo des Verbandes der Kriegsdienstverweigerer.

Der Verband der Kriegsdienstverweigerer (VK) – mit vollem Namen Verband der Kriegsdienstverweigerer in der War Resisters’ International e. V. – war eine links-pazifistische Organisation, deren Wurzeln einerseits auf die 1953 gegründete Gruppe Kölner Wehrdienstverweigerer (GKW), der späteren Gruppe der Wehrdienstgegner (GdW), zurückreichen, andererseits auf eine Abspaltung von der Internationale der Kriegsdienstgegner/innen (IdK). Die sich von der IdK trennenden Gruppen und die GdW bildeten 1958 den Verband der Kriegsdienstverweigerer, der auch, wie bereits die IdK, eine Sektion der War Resisters’ International wurde. Nach der Fusion 1968 der DFG mit der IdK zur DFG-IdK kam es 1974 zur Fusion mit dem VK zur Deutsche Friedensgesellschaft – Vereinigte KriegsdienstgegnerInnen.

## DieGruppe der Wehrdienstgegner
Überlebende des Zweiten Weltkriegs gründeten nach 1945 unter schwierigen materiellen und politischen Bedingungen in den westlichen Besatzungszonen mehrere der bis zu ihrem Verbot im Jahr 1933 aktiven pazifistischen Organisationen:
- Die von 1892 bis zu ihrer Zerschlagung im Jahre 1933 bestehende Deutsche Friedensgesellschaft (DFG) wurde 1946 wiedergegründet;
- im gleichen Jahr entstand der Friedensbund Deutscher Katholiken wieder, der sich 1951 nach heftigen Angriffen der Adenauer-Regierung und der deutschen Bischöfe auflöste und in der deutschen Sektion von Pax Christi aufging;
- im Jahr darauf – 1947 – wurde der 1919 gegründete Bund der Kriegsdienstgegner (BdK) als „Internationale der Kriegsdienstgegner“ (IdK) als deutscher Zweig der „War Resisters International“ (WRI) wiederbelebt.[1] Dabei wurde organisatorisch, personell und politisch-ideologisch an die Erfahrungen in der Weimarer Republik angeknüpft. Die Traditionslast wurde durch einzelne Persönlichkeiten verkörpert, die zumeist schon vor 1933 friedenspolitisch aktiv waren. Sie waren durch Erfahrungen in der Nazizeit, im Krieg oder in der Emigration geprägt, mussten mit einer neuen Generation zurechtkommen und sich an die Bedingungen der Nachkriegszeit anpassen: Eine bipolare Nachkriegsordnung, Kalter Krieg und Wiederaufrüstung, Restauration und Wirtschaftswunder. Die wiedergegründeten Friedensorganisationen waren Sammelbecken von Personen mit unterschiedlichen Erfahrungen und ideologischen Orientierungen. Als ein Erfolg dieser pazifistischen Gruppierungen kann die Aufnahme des Rechts auf Kriegsdienstverweigerung aus Gewissensgründen als Artikel 4.3 in das Grundgesetz der Bundesrepublik Deutschland angesehen werden. Sie konnten sich dabei auf eine in der Bevölkerung weit verbreitete Stimmung des „Ohne mich“ stützen. „Die aus dem Krieg zurückgekehrte, schrecklich dezimierte Frontgeneration wollte nie wieder Soldat sein, nie wieder Uniform tragen, nie wieder töten müssen.“[2]

Mitte der 1950er Jahre regte sich dann in der Bundesrepublik heftiger Widerspruch gegen die Pläne zur Wiederbewaffnung. Es entwickelte sich eine Kampagne, die sich „zum ersten großen politischen Aufbegehren in der jungen Republik aus[wuchs]“, und „die durchaus mit den Studentenunruhen der Jahre 1967 bis 1969 und den Demonstrationen gegen die Nato-Nachrüstung zu Beginn der 1980er Jahre vergleichbar ist“. Fritz Rau ging gar so weit, zu sagen: „Es waren nicht „die 68er“, auf die man gebannt schauen sollte, wenn es darum geht, wer einen demokratischen Wind in unseren Nachkriegs-Staat gebracht hat. Es waren „die 55er“!“
Dieser Widerstand gegen die Wiederbewaffnung war in sich nicht einheitlich. Es gab Differenzen zwischen radikalen Pazifisten pragmatischen Antimilitaristen, die zwar den Wehrdienst ablehnten, aber nicht grundsätzlich einen Waffeneinsatz in bestimmten politischen Umbruchsituationen; und es gab Differenzen in der Bewertung der parallel zur Wiederbewaffnung in der Bundesrepublik betriebenen Wiederbewaffnung in der DDR, „wo nach dem 17. Juni 1953 kein öffentlicher Protest geduldet wurde“. Dadurch geriet die Bewegung gegen die Wiederbewaffnung zwischen die Fronten des Kalten Krieges und musste sich im politisch-ideologischen Spektrum der Bundesrepublik zwischen CDU, FDP, SPD und KPD verorten. Eine Initiative für eine Volksbefragung gegen die Wiederbewaffnung der BRD scheiterte, obwohl sie fast sechs Millionen Unterschriften gesammelt hatte: Nachdem sie in den Verdacht geriet, kommunistisch gesteuert zu sein, verbot sie der Bundesinnenminister 1951.

„Das Scheitern der Volksbefragungsbewegung macht deutlich, in welchem Maße neutralistische und pazifistische Initiativen an Resonanz einbüßten, sobald sie von kommunistischer Seite vereinnahmt wurden. Derartige Erfahrungen wirkten seither mit bei den Versuchen, in bürgerlichen und sozialdemokratischen Kreisen für eine Politik der Neutralisierung eines auf Wiederbewaffnung verzichtenden deutschen Staates zu werben.“

Vor dem Hintergrund derartiger Erfahrungen und angesichts des beginnenden Aufbaus von Bundeswehr und Nationaler Volksarmee begannen um 1952 innerhalb der Kölner Jungsozialisten (Jusos) die Diskussionen über eine Strategie gegenüber der Wiederbewaffnung, die von den Jusos auch in das 1953 gegründete Arbeiterjugendkartell Köln (AJK) getragen wurde, in dem die Jusos, die Falken und die Naturfreunde zusammenarbeiteten.

„Am Ende dieser Diskussion entstand die Idee, durch massenhafte Kriegsdienstverweigerung das Entstehen einer Bundeswehr zu verhindern. Aus diesem Grunde wurde am 25. September 1953 die Gruppe Kölner Wehrdienstverweigerer (GKW) durch den Studenten Albert Graf, den Drahtflechter Karl Jonas, den Elektromonteur Horst Keller, den Vertreter Anton Kolzen, den Journalisten Hans Hermann Köper, den Schlosser Heinz Wientgen und den IG-Metall-Jugendsekretär Hans-Jürgen Wischnewski gegründet. Zumindest Keller und Wischnewski waren damals in Juso-Führungsfunktionen, die anderen kamen zumeist aus dem Bereich der Falken.“

Dass es zu dieser Gründung der GWK gekommen war und nicht etwa zu Beitritten zur IdK oder zur DFG, war jenseits politischer Differenzen zu diesen beiden Organisationen auch Ausdruck eines Generationenkonflikts und eines gewandelten kulturellen Selbstverständnisses.

„In der DFG gab es nach unserer Auffassung zu viele Leute mit zu vielen langen, weißen Bärten. Idealisten, fundamentalistische Pazifisten, Ideologen, sehr ehrwürdige Damen und Herren, aber irgendwie nicht nach unserem Geschmack. Die DFG hatte in ihren Reihen fast keine jungen Leute. In der Öffentlichkeitsarbeit beider Organisationen stand der Hinweis auf die Schrecken des Krieges im Vordergrund. Je düsterer und grauer, desto wirkungsvoller, so dachte man. Bekanntestes Plakat war das Bild des Malers Otto Pankok, auf dem Jesus dargestellt ist, der ein Gewehr über das Knie zerbricht. Als Gegenstück dazu entwickelte der spätere Verband der Kriegsdienstverweigerer den nach oben offenen Stahlhelm, aus dem eine Blume wächst. Wir wollten eine Werbung für Lebensbejahung, für Freude und Lust. So sollte auch unsere antimilitaristische Arbeit sein.“

Geradezu als Beispiel für die Generation der langen weißen Bärte könnte der Theologe Fritz Wenzel gelten, der als Präsident der IdK und als Präsident der DFG sicherlich ein prominenter Wehrdienstgegner in der Bundesrepublik war und zusätzlich zu diesen beiden Präsidentenämtern auch noch als SPD-Abgeordneter dem Deutschen Bundestag angehörte – just zu der Zeit, als dort das Wehrpflichtgesetz beraten und verabschiedet wurde. „Aber er ging nur einmal während der Beratungen des Wehrpflichtgesetzes – in der zweiten Lesung – ans Rednerpult und trat dafür ein, den Wehrpflichtbegriff sogar noch weiter zu fassen, als die Bundesregierung vorgesehen hatte.“ Er setzte sich nämlich dafür ein, dass Pfarrer nicht von der Wehrpflicht ausgenommen werden sollten, und macht so deutlich, wie wenig es ihm darum ging, „als sozialdemokratischer Abgeordneter die Wehrpolitik der Bundesregierung durch die Aufweichung des Wehrpflichtgesetzes zu bekämpfen“.
Die im September 1953 gegründete GWK führte im Dezember des gleichen Jahres eine erste kleine öffentliche Demonstration durch, bei der die Demonstranten mit umgehängten Pappschildern mit Protestparolen durch die Kölner Schildergasse und die Hohestraße zogen. Ende des Jahres hatte die GWK 24 Mitglieder, und im Frühjahr 1954 wurde Hans Hermann Köper in der Nachfolge von Wischnewski deren Vorsitzender. Die Gruppe, die sich rasch vergrößerte, verfolgte einen antikommunistischen Kurs, der sich aber von dem der SPD und dem der Gewerkschaften unterschied.

„[Er] hatte natürlich auch seine Ursache im Verhalten der kommunistischen Machthaber in der DDR. In der Beurteilung der Frage gab es allerdings zwischen uns und der SPD einen Riesenunterschied. Die SPD blockierte massiv jegliche Kontakte, wir versuchten trotz des Kalten Krieges miteinander zu reden. Die SPD hat sehr lange gebraucht, um ihre Haltung in dieser Frage zu revidieren.“

Diese kritische Haltung gegenüber der DDR war über Jahre hinweg ein bedeutender Hinderungsgrund für eine Zusammenarbeit oder gar Fusion der GdW mit der IdK beziehungsweise der DFG, verhinderte allerdings nicht das Wachsen der Organisation. Die Deutsche Friedensgesellschaft, in der etwa 20 Jahre später auch der aus GWK/GdW hervorgegangene Verband der Kriegsdienstverweigerer (VK) aufging, konstatierte rückblickend, dass die GdW „eher pragmatisch ausgerichtet war und sich die Bekämpfung der Wehrpflicht, die Propagierung der KDV und die Interessenvertretung der KDVer zur Aufgabe gemacht hatte. Die GdW stützte sich vor allem auf Arbeiter und Angestellte, die den Gewerkschaften und sozialdemokratischen Jugendverbänden nahestanden. Aufgrund unkonventioneller Werbemethoden (Autokorso, Spuckzettel) konnte sie bis 1957 ca. 5.000 Mitglieder gewinnen.“
Was der Gruppe, die sich im Herbst 1954 im Zuge ihrer Ausbreitung über ganz Nordrhein-Westfalen in Gruppe der Wehrdienstgegner (GdW) umbenannte, Popularität und Aufmerksamkeit bescherte, waren ihre – vor allem für die frühen 1950er Jahre – oft unkonventionellen Parolen und Auftritte. Der Spiegel zitierte dazu 1957 Hans Hermann Köper mit dem Ausspruch „Wir sind weder tierisch ernst noch unsachlich. Wir versuchen die flotte Tour. Keine Grundsatzreferate in Veranstaltungen, kein Veranstaltungszeremoniell mit Eröffnung. Begrüßung, Rednervorstellung und so weiter.“ und zählt dazu auch noch ein paar weitere Aktionen und Parolen auf:
- Im Oktober 1954 führte die Gruppe einen dreistündigen Autokorso durch Köln durch, an dem sich drei PKWs und 15 Motorräder beteiligten.[7][9] Im Spiegel kommentierte das Köper mit dem Satz: „Autos sind eindrucksvoller als eine kleine Gruppe von hundert Demonstranten. Der Eindruck wird verstärkt durch die Polizeifahrzeuge.“[6]
- „Am Kapitulationstag 1955 veranstalteten Köpers Leute abends in einer zerstörten Kölner Kirche eine Feierstunde. Mitglieder von auswärts kamen in Sternfahrt, es gab Fackeln, rezitierende Schauspieler, und zum Schluß blies vom First der Kirche ein Trompeter, der vom Rundfunk ausgeliehen war, das amerikanische Zapfenstreichsignal aus dem Film ,Verdammt in alle Ewigkeit‘.“[6]
- Weit verbreitet waren Parolen wie:[10]
  - „Kopf ab zum Gebet!“
  - „Der Weg ins Massengrab führt durchs Kasernentor.“
  - „Nicht für Dollar, nicht für Rubel, fort mit dem Kasernentrubel.“
  - „Der Feigling rückt zum Barras, ein, der Mutige sagt: Nein!“.

Damit versuchte man vor allem jüngere Menschen anzusprechen, die sich vom kulturellen Mief der Adenauer-Ära abgestoßen fühlten und nach neuen Ausdrucksformen suchten. Klassische Protestformen schloss das aber nicht aus. 1955/56 veranstaltete die GdW gemeinsam mit den Falken, den Jusos und den Naturfreunden Großkundgebungen und Demonstrationen gegen die Wiederaufrüstung.
Am 30. Oktober 1955 fand in Duisburg der erste GdW-Bundeskongress statt. Die GdW war bis zu diesem Zeitpunkt „auf 35 Zweiggruppen angewachsen, von denen 5 Gruppen mehr als 300 und 5 weniger als 50 Mitglieder hatten. Hans-Herrman Köper, der als Vorsitzender wiedergewählt wurde, gab die Absicht der Organisation bekannt, ihre Tätigkeit jetzt auch auf andere Bundesländer auszuweiten.“ Köper wurde auch auf den beiden folgenden Bundeskongressen in seinem Amt als Vorsitzender der GdW bestätigt.
Bilz konstatiert eine weitere pragmatische Wende in Bezug auf die Arbeitsschwerpunkte: „Die GdW kümmerte sich jetzt immer stärker um die Wehrdienstverweigerer, sie führte Beratungen für die jungen Menschen im DGB-Haus durch und vertrat diese auch juristisch. Aus Sicht vieler Jusos degenerierte diese Organisation immer mehr zu einer rein pazifistischen Vereinigung“, weil die Jusos nach der 1956 beschlossenen Einführung der allgemeinen Wehrpflicht andere politische Prioritäten setzten und sich in ihren Aktivitäten auf den Kampf gegen Atombombenversuche und die Ausrüstung der Bundeswehr mit Atomwaffen konzentrierten. Die GdW prosperierte dennoch – oder gerade wegen ihrer Fokussierung auf „eine gewerkschaftliche Interessenorganisation der Kriegsdienstverweigerer“. Sie zählte im November 1956 bundesweit bereits 15.000 Mitglieder, ein Jahr später gar 18.000, die zu 85 % zwischen 20 und 35 Jahren alt waren. Überwiegend kamen sie von den Falken, den Jusos und der Gewerkschaftsjugend, doch schlossen sich dem Verband auch viele Studenten an. An der Universität Bonn gab es eine Studentische Arbeitsgemeinschaft der Wehrdienstverweigerer, die eng mit der GdW zusammenarbeitete.
Am 1. September 1957, dem Jahrestag des Überfalls der deutschen Wehrmacht auf Polen und damit des Beginns des Zweiten Weltkriegs, wurde in Deutschland zum ersten Mal ein Antikriegstag begangen. Träger der Veranstaltung war die Antimilitaristischen Aktion 1957, ein Zusammenschluss der Falken, der Naturfreundejugend, der Jugend des Rad- und Kraftfahrerbundes Solidarität und die GdW. Das Bündnis organisierte eine Kundgebung mit etwa 5.000 Teilnehmern auf dem Frankfurter Römerberg.

## DerVerband der Kriegsdienstverweigerer

### Die Gründungsphase des VK
„Im Mai 1958 fusionierte die GdW mit Teilen der Internationale der Kriegsdienstgegner (IdK) zum Verband der Kriegsdienstverweigerer (VK). Mitglied Nr.1 der neuen Organisation war Günter Schlatter, der spätere SPD-Bezirksvorsitzende.“ Nach Nils C. Nagel fand der Gründungsakt am 4. Mai 1958 auf dem Frankfurter Römerberg statt. Die Verbandsgründung basierte auf dem Zusammengehen der aus der GdW kommenden Mitglieder „einer nicht-pazifistischen Organisation politischer Kriegsdienstverweigerer“ mit Mitgliedern aus der IdK. Vorausgegangen waren zunächst Verhandlungen mit der 1957 etwa 5.000 Mitglieder starken GdW und der etwa 4.000 Mitglieder zählenden IdK. Anlass dazu waren einerseits der Wahlsieg Konrad Adenauers 1957, und andererseits die nach der ein Jahr zuvor eingeführten Wehrpflicht noch sehr niedrige Zahl von Kriegsdienstverweigerungen in der Folge der ersten Musterungen.

„Die Verhandlungen scheiterten jedoch 1959 vor allem daran, dass die strikt antikommunistisch ausgerichtete GdW, die ihre Ziele durch Einflussnahme auf SPD und Gewerkschaft zu verwirklichen hoffte, die Einfügung einer antikommunistischen Unabhängigkeitsklausel in die Satzung verlangte. Nur wenige IdK-Gruppen bildeten daraufhin am 4. Mai 1958 mit der GdW den Verband der Kriegsdienstverweigerer (VK), dessen Aktivitäten sich in den folgenden Jahren vor allem auf die KDV konzentrierten.“

Diese „antikommunistische Unabhängigkeitsklausel“ bestand in einem von der GdW verlangten Zusatz in der für den neuen Verband zu beschließenden Satzung in der Nachfolge zu dem zwischen beiden Verbänden unstrittigen Passus „Der Krieg ist ein Verbrechen an der Menschheit. Ich bin daher entschlossen, keine Art von Krieg, weder direkt noch indirekt, zu unterstützen und an der Beseitigung aller Kriegsursachen mitzuarbeiten.“ Der von der GdW verlangte Zusatz lautete:

„Jedes Mitglied ist verpflichtet, den Verband im Sinne dieser Erklärung bei der Erfüllung seiner Aufgaben zu unterstützen und sich dafür einzusetzen, daß die Unabhängigkeit des Verbandes von allen im Kalten Krieg einseitig orientierten Interessengruppen und politischen Parteien, wie kommunistischen oder militant antikommunistischen Kreisen und den entsprechenden Tarnorganisationen gewahrt bleibt.“

Werner Böwing berichtete im Anschluss an das vorhergehende Zitat, dass trotz einer grundsätzlichen Fusionsbereitschaft seitens der IdK etwa 60 Prozent von deren Delegierten gegen diese Unabhängigkeitsklausel votierten und dadurch die Fusion platzen ließen. Zu den IdK-Gruppen, die danach die IdK verließen, gehörte der von Konrad Tempel und seiner Frau Helga Tempel in Hamburg gegründete Aktionskreis für Gewaltlosigkeit. Beide Tempels waren dann auch im Bundesvorstand des VK aktiv. Die aus dem IdK kommenden VK-Mitglieder waren zu dieser Zusammenarbeit mit der GdW nur bereit gewesen, nachdem festgeschrieben worden war, „daß der neu entstehende Verband eine pazifistische Organisation sein und deshalb Mitglied in der War Resisters’ International (WRI) werden müsse. Der pazifistische Charakter der neuen Organisation müsse in Name und Satzung deutlich zum Ausdruck kommen.“ Im Gegenzug hatte die GdW darauf bestanden, dass in der Satzung die erwähnte Unabhängigkeitsklausel verankert werden müsse, die vor allem als Abgrenzung gegenüber der KPD gedacht war, da zumindest einige IdK-Gruppen gemeinsamen Aktionen mit kommunistisch beeinflussten Gruppen nicht grundsätzlich ablehnend gegenüberstanden. Dieses Verhältnis zu kommunistischen Gruppierungen und das Verhältnis zur Aufrüstung in den realsozialistischen Ländern war das Thema, das auch weiterhin das Verhältnis des VK zur IdK und später zur DFG belastete.
Erster Bundesvorsitzende des VK wurden Hans Hermann Köper und der aus der IdK gekommene Wilhelm Keller. Er verlor im Frühjahr 1960 „aufgrund seines pazifistischen Engagements seine Dozentenstelle an der Nordwestdeutschen Musikakademie in Detmold.“ Größere Aktivitäten sind für die Folgejahre nicht dokumentiert. Werner Böwing berichtete, dass die Solinger Gruppe, der er angehörte, sich gegen Ende des Algerienkriegs im Rückführungsdienst für Fremdenlegionäre engagiert und sich zunehmend in der Ostermarschbewegung engagiert habe, und über die Situation in Köln berichtete Fritz Bilz: „Ende 1958 versandete die Bewegung “Kampf dem Atomtod” in Köln, so bemerkte es der Juso-Rechenschaftsbericht im März 1959. Einzig die Beratung der Wehrdienstverweigerer blieb Ende der 50er Jahre übrig. Im Oktober 1959 gab es noch einmal einen Autokorso der VK durch Köln, verbunden mit einem Aufruf an den Jahrgang 1922, den Kriegsdienst zu verweigern.“ Dass es insgesamt ruhiger um den Verband wurde, hatte wohl mit internen Problemen zu tun, nicht zuletzt finanziellen, wie Klaus Vack berichtete, der am 1. September 1961 in Offenbach am Main seine Stelle als hauptamtlicher VK-Bundesgeschäftsführer antrat, wohin die Geschäftsstelle des Verbandes von Köln aus verlegt worden war.

„Ich trete die Stelle des Bundesgeschäftsführers beim Verband der Kriegsdienstverweigerer an. Der Verband hat 7000 Mitglieder, ist hoch verschuldet und weiß nicht, wie er in der ersten Zeit mein Gehalt und eine Geschäftsstelle finanzieren soll. Wir bilden eine Bürogemeinschaft von hessischer Naturfreundejugend mit Fritz Amann als Jugendsekretär und Heidi Wandelt als Sekretärin und dem Verband der Kriegsdienstverweigerer, bei dem nun auch Hannelore [Vack] (ohne Bezahlung) halbtags tätig ist. Unsere erste Aufgabe müssen wir darin sehen, sozusagen Ordnung in den Verband zu bringen und die Finanzen zu sanieren. Bereits ein Jahr später ist der Verband der Kriegsdienstverweigerer wieder liquide.“

Der VK war zu dieser Zeit längst schon ein Teil der sich entwickelnden Ostermarschbewegung, zu deren Gründern ja auch die VK-Vorstandsmitglieder Helga und Konrad Tempel gehörten, und Vack trug dann als Sekretär des VK erheblich zum Erfolg der (west-)deutschen Ostermarschbewegung bei. Die Offenbacher Bürogemeinschaft, zu der später auch die Geschäftsstelle der Ostermarschbewegung hinzukam, entwickelte sich zur organisatorischen Zentrale der bundesweiten Protestbewegung in den 1960er Jahren, und der VK spielte innerhalb dieser Protestbewegung – nicht zuletzt aufgrund vielfältiger personeller Verflechtungen – eine wichtige Rolle in dieser Bewegung.
1961 wurde aus dem seit 1956 in Köln erscheinenden und ursprünglichen GdW-Verbandsorgan Informationen die monatlich erscheinende Zeitschrift Zivil. Sie spielte, so Klaus Vack, „in diesen Jahren eine nicht unerhebliche Rolle, die weit über ihre eigentliche Zielrichtung, den politischen Pazifismus und die Kriegsdienstverweigerung, hinausreicht“.

### Politischer Pazifismus
Der von Vack zuvor zitierte politische Pazifismus war zu Beginn der 1960er Jahre noch keineswegs das Ziel oder der Schwerpunkt der VK-Arbeit. „Er setzte sich für eine Ausgestaltung des Ersatzdienstes im Sinne eines alternativen Friedensdienstes ein und forderte die ersatzlose Abschaffung des Prüfungsverfahrens. Daher verstand er sich eher als Gewerkschaft für Kriegsdienstverweigerer und wurde von der Öffentlichkeit auch entsprechend wahrgenommen.“ An diesem innerverbandlichen Selbstverständnis änderte sich erst etwas nach dem Bundeskongress 1962.
Egon Becker, geboren 1936, war als Angehöriger eines Weißen Jahrgangs vom Dienst in der Bundeswehr befreit. Er engagierte sich dennoch im VK, wurde 1964 Mitglied des Bundesvorstandes und – neben Herbert Stubenrauch – Redaktionsmitglied von Zivil. Er veröffentlichte darin zahlreiche Aufsätze, in denen er die Idee eines politischen Pazifismus mit radikaler Kritik an restaurativen politischen Tendenzen und kapitalistischen Herrschaftsformen verknüpfte. Zusammen mit Riedel und Stubenrauch setzte er sich in Zivil nach der Gründung der Großen Koalition für die Gründung einer neuen linkssozialistischen Partei ein. Den Nukleus dieser neuen Partei sollte die Kampagne für Abrüstung bilden – eine Idee, die bei Klaus Vack auf heftige Ablehnung stieß, für den sie „die einzige intakte außerparlamentarische Opposition [ist], in der Sozialdemokraten, Liberale, Neutralisten, Gewerkschafter, Pazifisten, Sozialisten, Protestanten, Katholiken, Individualisten etc. auf einer gemeinsamen politischen Plattform zusammenarbeiten“. Dennoch wurde „die von E. Becker begonnene Standortbestimmung des ,politischen Pazifisten‘ […] zum zentralen Inhalt“ des Bundeskongresses 1967 in Wuppertal. Die Diskussionen führten aber nicht zu einer neuen Partei, sondern zu einer Neupositionierung der Verbandsarbeit, für die es, so der neu gewählte Bundesvorsitzende Reinhold Settele, wichtig sei, „daß man auf der sozialen Ebene tätig wird, daß man in den Gewerkschaften mitarbeitet, daß man und dies scheint mir nun das Wichtigste zu sein, als Pazifist politisch auftritt und als meinungsbildender Faktor tätig wird“.
Becker und Stubenrauch schieden bei diesem Bundeskongress aus beruflichen Gründen aus dem VK-Bundesvorstand aus. Alfred Riedel verabschiedete Egon Becker zusammen mit Herbert Stubenrauch in der Oktober-Ausgabe 1967 von Zivil und verband dies mit der Hoffnung, in Becker den ersten Auslandskorrespondenten der Zeitschrift zu haben. Becker befand sich zum Zeitpunkt des Erscheinens von Riedels offenem Brief bereits als Postdoc an der Yale University und erfüllte in der Folgezeit Riedels Hoffnungen, in dem er für Zivil über Entwicklungen und Konflikte in den USA schrieb. Mit Beiträgen über die Black Panther Party in den USA sorgte er aber noch einmal für Diskussionen in den Reihen des VK auf dem Bundeskongress 1968 in Bremen, da einige Gruppen darin, wie auch in den Sympathien anderer VK-Mitglieder für den bewaffneten Kampf des Vietcong, einen Verstoß gegen das Gebot der strikten Gewaltfreiheit sahen.

### Die gescheiterte Fusion mit der DFG
Seit dem Februar 1966 kam es zwischen IdK und VK zu Fusionsverhandlungen. Auf dem Bundeskongress des VK am 30. April 1967 in Wuppertal hatte der damalige Bundesvorsitzende des VK, Reinhold Settele (1928–2017) in einem Grundsatzreferat auch zu diesen Verhandlungen mit der IdK Stellung genommen und sie als notwendig bezeichnet, da die Unterschiede zwischen den beiden Verbänden, „die vielleicht einmal vor 10 Jahren verständlich waren aus der verschiedenen Vorgeschichte dieser Verbände“, inzwischen „ein alter Zopf“ seien. Doch im November 1967 heißt es aus Setteles Feder: „Um eine gute Hoffnung ärmer. IdK verhindert Fusion“. Settele machte dafür den IdK-Vorstand verantwortlich, der parallel zu den Verhandlungen mit dem VK auch mit der DFG verhandelt habe. Auch zwei Vorstandsmitglieder der IdK, Fritz Hartnagel und der Vorwärts-Redakteur Nils C. Nagel, sahen in diesen Parallelverhandlungen eine bewusste Torpedierung einer Fusion mit dem VK und traten zu diesem über. In einer gemeinsamen Erklärung der beiden heißt es dazu: „Die Gesamtfusion mit dem VK ist an den gleichen Kräften gescheitert, die auf dem Schweinfurter IdK-Bundeskongreß gegen die von Dr. Michaltscheff ausgearbeiteten Grundsätze der partei- und machtpolitischen Neutralität stimmten und damals nur knapp unterlegen sind. Ihre tatsächliche Absicht ist klar und in sich logisch: Während sie in der IdK einen maßgeblichen Einfluß ausüben – wie der Bundeskongreß in Hannover zeigte – wären sie in einem fusionierten Gesamtverband mit dem VK in die Minderheit gedrängt. Das mußte verhindert werden.“
In der Tat kam es 1968 dann durch den Zusammenschluss von DFG und IdK zur Entstehung der Deutschen Friedensgesellschaft-Internationale der Kriegsdienstgegner (DFG-IdK). Auf der Homepage dieses Verbandes heißt es zur gescheiterten Fusion mit dem VK: „Verursacht wurde der neuerliche Fehlschlag vor allem durch die Artikulation linkssozialistischer Vorstellungen durch führende VK-Vorstandsmitglieder, die auf einen sozialistischen Verband abzielten, während die IdK am Bündnischarakter der Organisation festhielt.“ Dass die Beschwörung des „Bündnischarakter der Organisation“ allerdings eher auf ein traditionelles Organisationsverständnis seitens der DFG-IdK verweist, das unter dem Einfluss der Studentenbewegung vielfach in Frage gestellt wurde, macht der Bericht vom Bremer Bundeskongress 1968 deutlich. Dieser Kongress, so heißt es in dem Bericht, „stand unter dem Einfluß der Bewegungen und Spannungen, die durch die Unruhe der rebellischen Jugend in die bundesdeutsche Öffentlichkeit und nicht zuletzt in die hergebrachten oppositionellen Organisationen gekommen sind. Entsprechend heftig prallten in langen […] Diskussionen die Meinungen aufeinander, wobei sich als ‚Flügel‘ die revolutionären ‚Linken‘ und die ‚traditionalistischen‘, bedingungslos für Gewaltlosigkeit eintretenden Pazifisten gegenüberstanden.“ Diese Debatte über politische und organisatorische Fragen begleitete den VK auch in den Folgejahren, und sie wurde zugespitzt durch die Fragen, ob und in welcher Weise der VK zur Überwindung des spätkapitalistischen Systems beitragen kann und welche Funktion prinzipielle Gewaltfreiheit in diesem Kontext spielt.

### Von der Krise zur Fusion
Den VK, der 1968 9.850 Mitglieder zählte, stellten diese Auseinandersetzungen 1969 vor eine harte Zerreißprobe, denn auf dem Bundeskongress im April 1969 in Stuttgart hatte sich eine zur bisherigen Vorstandspolitik oppositionelle Gruppierung durchgesetzt, die eine Satzungsänderung erwirkte, durch die unter anderem der ausdrückliche Verzicht auf Anwendung von Gewalt zur Erreichung der gestellten Aufgaben aufgegeben und ein in diesem Sinne agierender Vorstand gewählt wurde. Die Zeit interpretierte diese Auseinandersetzungen als eine zwischen „dogmatischen Pazifisten“ und „vom SDS inspirierten Friedenskämpfern“, wobei für letztere das Verhältnis zur Gewalt eine taktische sei, aber keine dogmatische. „Sie wollen die Kriegsdienstverweigerer nicht nur politisieren, sondern auch radikalisieren, um mittels ihrer Hilfe die Bundeswehr zu zersetzen. Ihr Vokabular klingt schlimmer, als es gemeint ist. Zwar träumen viele junge Menschen im VK von einer sozialistischen Gesellschaft (ohne Bundeswehr, versteht sich), aber niemand will gegen Kasernen und Panzer anders vorgehen als mit Flugblättern und Sprechchören. Den reinen Pazifisten aber geht schon der Wortkrieg zu weit – aus Angst vor der Reaktion.“
Das VK-Mitglied Wilhelm Ude erhob gegen die Stuttgarter Beschlüsse Klage und erreichte vor Gericht, dass sowohl Satzungsänderung als auch Vorstandswahl für ungültig erklärt wurden. Damit war der 1968 in Bremen gewählte Bundesvorstand des VK unter Nils C. Nagel weiterhin im Amt und für die Verbandspolitik verantwortlich und schloss vier Initiatoren der Stuttgarter Beschlüsse – allesamt Mitglieder der Frankfurter VK-Gruppe – aus dem Verband aus.
Der Vorstand versuchte 1970, die nach wie vor innerhalb des Verbandes existierenden unterschiedlichen Positionen zur Gewaltfrage durch eine Neuinterpretation WRI-Erklärung zu einer neuen Gemeinsamkeit zu führen. Kernpunkt war die von Nagel vertretene Auffassung, dass der „WRI-Pazifismus, an den der VK nach dem Willen seiner Gründer und dem Wortlaut seiner Satzung gebunden ist“, keineswegs ein „dogmatischer Pazifismus“ sei, und daraus folgte dann im März 1970 eine Grundsatzerklärung führender VK-Mitglieder

„Ein wichtiger Schritt ist die Kriegsdienstverweigerung, aber sie genügt nicht, um Frieden zu schaffen und zu sichern. Soweit und solange dazu gewaltfreie Mittel und Methoden ausreichen, sind sie jeder Gewaltanwendung vorzuziehen.
Wir wissen zu unterscheiden zwischen unterdrückende Gewalt und Gewalt, die aus der Abwehr gegen diese entsteht. Unbeschadet unserer grundsätzlichen Zielsetzung zur Beseitigung von Gewaltursachen und unserer Kriegsdienstverweigerung beurteilen wir deshalb Gewaltanwendung unterdrückter Menschen als Reaktion auf ausbeutende und unterdrückende Gewalt anders als diese.“

Dieser Spagat in der Gewaltfrage beruhigte den Verband nicht. Es kam zu Abspaltungen sowie zu Kräfteverschiebungen und Fraktionsbildungen, die dazu führten, dass Nils C. Nagel dem 1973 gewählten Vorstand zu große DKP-Nähe vorwarf. In der Tat entschied sich der VK auf diesem Bundeskongress für eine direkte Unterstützung der X. Weltfestspiele der Jugend und Studenten in Ost-Berlin und damit für eine Zusammenarbeit mit Jugendorganisationen aus dem DKP-Umfeld, statt für eine Mitarbeit in einer bloßen Koordinierungsgruppe, die unter anderem von den Judos, der Naturfreundejugend Deutschlands, dem Bund Deutscher PfadfinderInnen, den Jusos und der DGB-Jugend getragen wurde. Das Mehrheitsargument lautete, dass DFG-IdK ebenfalls Mitglied des nun vom VK unterstützten Arbeitskreises sei. Nachdem der Kongress bereits beschlossen hatte, eine Kommission zu benennen, die auf eine Fusion mit der DFG-IdK hinarbeiten solle, war dies eine weitere Weichenstellung in Richtung dessen, was dann 1974 vollzogen wurde. Aus der Sicht der späteren DFG-VK liest sich das so:

„1969 war der Gegensatz zwischen Pazifisten und militanten Sozialisten so stark geworden, dass der Verband faktisch lahmgelegt war. Erst Anfang der 70er Jahre gelang die Konsolidierung. Gemeinsam mit der DFG-IdK kämpfte der VK jetzt für die Ratifizierung der Ostverträge und für das Zustandekommen der Konferenz für Sicherheit und Zusammenarbeit in Europa (KSZE). Mit der Wahl eines neuen Vorstandes unter Klaus Mannhardt 1973 waren die Voraussetzungen für erneute Fusionsverhandlungen geschaffen, die am 24. November 1974 mit der Konstituierung der Deutschen Friedensgesellschaft-Vereinigte Kriegsdienstgegner (DFG-VK) erfolgreich abgeschlossen wurden.“

## Die ZeitschriftZivil
Aus dem seit 1956 existierenden GdW-Verbandsorgans Informationen wurde 1961 die VK-Verbandszeitschrift Zivil. Beide Publikationen wurden von 1956 bis 1963 von Hans Hermann Köper redigiert.
Auf der Webseite Nikel! Kunst will erzählen, die dem 2018 verstorbenen Hans A. Nikel gewidmet ist, finden sich gleich mehrere falsche Informationen – sowohl über Nikel selbst als auch über die Entstehung von Zivil. Er wird dort unter Bezug auf das Jahr 1955 als „Mitinitiator und Begründer des Verbandes des Kriegsdienstverweigerer“ genannt, und es wird weiter behauptet, dass auf der „ersten eigenen Druckmaschine […] die Zeitschrift ZIVIL gedruckt [wurde], betreut von Willy Fleckhaus“. Ohne Nikels vielfältigen Aktivitäten gegen den Kriegsdienst in Abrede zu stellen, die unter anderem auch Fritz Rau bezeugte: den VK gab es 1955 noch nicht. Es gibt aber an anderer Stelle auf der Webseite den Hinweis, dass auch Jürgen Wischnewski „bei seinem [Nikels] Verband dabei“ dabei gewesen sei, und das legt nahe, dass Nikel in Verbindung zur Kölner GdW stand. Damit schlösse sich auch der Kreis zu Willy Fleckhaus, der 1950 Redakteur der vom Bund-Verlag herausgegeben und in Köln erscheinenden gewerkschaftlichen Jugendzeitschrift Aufwärts geworden war und 1953 deren gestalterische Leitung übernahm. Fleckhaus gehörte zum Freundeskreis von Hans Hermann Köper (siehe oben), und von daher ist es durchaus möglich, dass er auch das Layout des GdW-Verbandsorgans Informationen entworfen hat, dessen erste Ausgabe dann auf der „ersten eigenen Druckmaschine“ von Hans A. Nikel gedruckt wurde.
Zivil, erschien von 1961 bis 1974, zuerst in Offenbach, dann in Stuttgart. Ihre Nachfolgerin war die Zeitschrift Zivilcourage der DFG-VK. In den 1960er Jahren spielte die Zeitschrift Zivil, so Klaus Vack, „eine nicht unerhebliche Rolle, die weit über ihre eigentliche Zielrichtung, den politischen Pazifismus und die Kriegsdienstverweigerung, hinausreicht“. In ihr schrieben nicht nur VK-Mitglieder, sondern auch viele prominente Intellektuelle: Wolfgang Abendroth, Heinrich Böll, Hans Magnus Enzensberger, Robert Jungk, Sebastian Haffner, Erich Kuby, Wolfgang Leonhard, Martin Niemöller, Arnold Toynbee, Gerhard Zwerenz.
In der Datenbank „Materialien zur Analyse von Opposition“ (MAO) sind nur Ausgaben der Zivil aus den Jahren 1966 bis 1967 enthalten, und leider auch keine kompletten Jahrgänge (siehe Literatur & Quellen). Sie zeigen, dass natürlich Themen rund um die Kriegsdienstverweigerung und um rechtliche Fragen in ihrem Umfeld einen breiten Platz einnehmen. Hinzu kommen aber – neben der Dokumentation der innerverbandlich strittigen Themen – viele Artikel, in denen die gesellschaftspolitischen Themen dieser Jahre thematisiert wurden: Ostermärsche, Notstandsgesetze, Wiedervereinigung, die Militärdiktatur in Griechenland, Vietnamkrieg, die Niederschlagung des Prager Frühlings. Das verdeutlicht, dass die Zeitschrift „Zivil“ nicht nur der Kampagne für Demokratie und Abrüstung nahestand, wie es auf der MAO-Seite heißt, sondern sie sich (wie der VK insgesamt) als Teil einer breiten Außerparlamentarischen Opposition verstand.

## Bekannte Mitglieder
- Günter Amendt
- Egon Becker
- Werner Böwing war zunächst Mitglied der GdW und gehörte seit der Gründung des VK dessen Bundesvorstand an. 1968 schied er aus diesem Gremium aus.
- Heinz Brandt[38]
- Hans Bubenzer (* 1951 in Gummersbach[52]) wurde 1973 auf der Liste der DKP-nahen GPF-Liste als Beisitzer in den Vorstand gewählt. Er hatte 1971 in Herchen-Sieg das Abitur abgelegt und danach an der Universität Bielefeld Jura studiert. 1981 legte er das 2. Staatsexamen ab und arbeitete danach als Rechtsanwalt und später auch als Notar.[53]
Der auch als Fachanwalt für Verwaltungsrecht zugelassene Bubenzer war förderndes Mitglied in der Ende 2014 aufgelösten Zentralstelle für Recht und Schutz der Kriegsdienstverweigerer aus Gewissensgründen (Zentralstelle-KDV) und wurde auf deren Webseite als Anwalt für Wehr-, Zivildienst- oder Kriegsdienstverweigerungs-Recht geführt.[54] Von Bubenzer stammt die 1995 erschienene Publikation Wie verweigere ich den Kriegsdienst? Ratschläge für die Praxis.[55], die auch ins Russische übersetzt wurde.[56]
- Theodor Ebert[38]
- Wieland Giebel war von 1971 bis 1973 Bundesgeschäftsführer des Verbandes.
- Peter Grohmann
- Guido Grünewald (* 1952) studierte Geschichte und Sozialwissenschaften in Köln.[57] Seine 1981 an der Kölner Universität vorgelegte Dissertation trug den Titel Die Internationale der Kriegsdienstgegner (IdK). Ihre Geschichte 1945 bis 1968.[58]
In der Zeitschrift ZivilCourage wurde er 2018 als Mitglied der DFG-VK und der Bertha-von-Suttner-Stiftung sowie als „Friedenshistoriker“ vorgestellt[59], im Katalog der Deutschen Nationalbibliothek als „Anlageberater [und] Gründungsmitglied des Arbeitskreises für Historische Friedensforschung und Mitglied der Peace History Society“.[60]
Grünewald wurde 1973 als Beisitzer in den letzten Bundesvorstand des VK vor dessen Vereinigung mit der DFG gewählt. Seine zahlreichen Bücher (siehe unten) sind eine wichtige Quelle für die Rekonstruktion der VK-Geschichte.
- Heinrich Hannover wurde 1962 zum stellvertretenden Bundesvorsitzenden des VK gewählt.[22]
- Fritz Hartnagel wurde nach seinem Übertritt aus der IdK 1968 in den Bundesvorstand des VK gewählt.
- Fritz Katz (1900–1977) Über den Iserlohner Arzt Fritz Katz referierte 2016 der Lehrer und Historiker Wolf Seltmann. In einem Pressebericht über dieses Referat hieß es: „Der [Fritz Katz] nämlich war während seines Medizinstudiums 1930 in Berlin der NSDAP sowie der SS beigetreten. Nach seiner Rückkehr nach Iserlohn 1932 wurde Katz gar Ortsgruppenführer der Nazi-Partei, führte ab 1933 außerdem die Stadtratsfraktion an. 1935 verließ er die Partei und wendete sich der Kirche zu. 1941 wurde er eingezogen, geriet später in russische Gefangenschaft. 1949 kehrte er schließlich wieder nach Iserlohn zurück. „Hier engagierte er sich in den Folgejahren für den Weltfrieden, gegen Atomkraft und den Hunger in der Welt, gegen die Westbindung und Aufrüstung, außerdem für die Wiedervereinigung“, erläuterte Seltmann. Weiterhin engagierte sich Katz unter anderem im Verband der Kriegsdienstverweigerer – ein Thema, das noch in 70er- oder 80er-Jahren ein höchst heikles war.“[61]
- Wilhelm Keller
- Nikolaus Koch
- Hans Hermann Köper war Mitbegründer der GKW des VK, dessen erster Bundesvorsitzender er zusammen mit Wilhelm Keller er 1958 wurde. Er gehörte bis 1963 dem Bundesvorstand an und war verantwortlicher Redakteur von Zivil.
- Manfred Lesch (* 24. November 1943 –  † 31. Januar 2017) gehörte seit 1971 dem VK-Bundesvorstand an und galt als einer „der Architekten der Fusion von DFG-IdK und VK zur DFG-VK 1974“.[62]
- Klaus Mannhardt (1946-2006)[63] war von 1971 bis 1973 Beisitzer im Vorstand des VK und operierte von 1973 bis 1974 als dessen Vorsitzender. Er gehörte zur Gruppe der Anti-Antikommunisten, die die Vereinigung des VK mit der DFG-IdK vorantrieben und wurde im November 1974 zum Vorsitzenden des dann vereinigten Verbandes DFG-VK gewählt, dessen Gründungsurkunde unter anderem auch seine Unterschrift trägt.[64] Laut dem Katalog der Deutschen Nationalbibliothek war er in den 1970er und 1980er Jahren Autor zahlreicher Bücher über die Kriegsdienstverweigerung und zu friedenspolitischen Themen. Ein weiterer knapper Hinweis findet sich bei Wolfgang Rudzio: „Mannhardt, Klaus, geb. 1946, Graphiker, Journalist, 1974-84 DFG-VK-BVors.,WFR, DKP; KFAZ-Büro, Friedensliste-BV).“[65]
- Nils C. Nagel (* 9. Juni 1940 in Berlin-Charlottenburg – † 14. August 2022)[66] wurde auf dem VK-Bundeskongress 1968 zum Bundesvorsitzenden gewählt. Er ist der Sohn eines Flugzeugingenieurs und einer Ärztin, die als Jüdin in der Nazizeit verfolgt worden war und zeitweise in der Illegalität leben musste. Als Schüler engagierte sich Nagel – zusammen mit seiner Mutter – für die Bewegung „Kampf dem Atomtod“[67] und trat 1957 in die IdK ein. 1958 gehörte er zu den Gründern des VK, blieb aber weiterhin in der IdK aktiv und agierte von 1964 bis 1967 als deren 2. Bundesvorsitzender. Nach der gescheiterten Fusion von VK und IdK im Oktober 1967 trat Nagel zum VK über und wurde Mitglied des VK-Bundesvorstandes und der Redaktion von Zivil.
Nagel ist anerkannter Kriegsdienstverweigerer und absolvierte den Ersatzdienst. Als gelernter Journalist arbeitete er seit 1962 beim Vorwärts in Bonn und gehörte später der Redaktion der IG-Metall-Zeitung Metall an, der heutigen metallzeitung. Als Redakteur beziehungsweise Herausgeber hat er an den zwei Publikationen … Denn 35 ist das Ziel. Der Kampf um kürzere Arbeitszeit in der Metallindustrie 1983/84[68] und Aufrechter Gang in schwieriger Zeit. Der Kampf um den Stufenplan im Osten und die Verteidigung der Tarifautonomie in Deutschland 1993[69] mitgewirkt.
- Hans A. Nikel
- Armin Prinz zur Lippe. Er trat zusammen mit seiner Frau Traute 1959 in Detmold dem VK bei.[70]
- Johannes Rau war 1957 in Wuppertal Mitglied der GdW.[71]
- Alfred Riedel war mehrere Jahre Vorsitzender der VK-Gruppe Stuttgart[72], seit dem Bundeskongress 1962 Mitglied im VK-Bundesvorstand, aktives Mitglied der Naturfreunde und seit 1962 ehrenamtlicher Geschäftsführer des Regionalausschusses Württemberg/Bodensee der Kampagne für Abrüstung. 1965 wurde er Verbandsgeschäftsführer des VK. Er löste in dieser Funktion Klaus Vack ab, der Geschäftsführer des Zentralen Ausschusses der Ostermarschbewegung geworden war.[73]
Riedel schied 1970 beim Bundekongreß in Solingen aus dem Vorstand aus und gründete den Alfred-Riedel-Verlag, der fortan Zivil herausgab und die Schriften des VK und das Werbematerial vertrieb.
Riedel war auch Mitherausgeber des juristischen Ratgebers das Recht der Kriegsdienstverweigerer. Handbuch für die gesamte Praxis der Kriegsdienstverweigerung und des zivilen Ersatzdienstes.[74] Das als Loseblattsammlung angelegte Grundwerk erschien erstmals 1966 und dann 1967 in einer überarbeiteten Auflage, ab 1969 folgten Ergänzungslieferungen.
- Günter Rixe
- Uli Röhm (1945–2022) wurde 1969 als Beisitzer in den Vorstand gewählt und amtierte von 1970 bis 1973 als stellvertretender Vorsitzender des VK.[75]
Auf der Webseite seiner Frau, der Bildhauerin Rosi Röhm, präsentiert er sich als „Fernsehjournalist, Wirtschaftsredakteur und Autor“ sowie als „Gründungsredakteur von WISO im ZDF“.[76]
In der Zeitschrift Protest, die 2015 zum 35. Deutsche Evangelische Kirchentag erschienen ist, erschien von Röhm der Artikel Gott wird rot, in dem er über seine Teilnahme am Kirchentag 1969 berichtete. Im Nachspann zu diesem Artikel heißt es: „Unter den Kirchentagsbesuchern gibt es wenige, die schon so lange mitmachen, wie der frühere ZDF-Fernsehjournalist Uli Röhm […] Er war 1969 beim Stuttgarter Kirchentag aktiv, die damaligen Aktionen beeinflussen das Kirchentagsgeschehen bis heute. Er war damals Mitglied des Arbeitsausschusses der Evangelischen Studentengemeinde (ESG), einer der Akteure im Stuttgarter Club Voltaire und Bundesvorsitzender des Verbandes der Kriegsdienstverweigerer. Uli Röhm ist immer noch in der Evangelischen Kirche engagiert, Mitglied der Präsidialversammlung des Deutschen Evangelischen Kirchentags und war Präses eines Dekanats der Evangelischen Kirche in Hessen und Nassau.“[77]
Ein Zeit-Artikel von 1970 berichtete von Röhms Aktivitäten in einem Aktionszentrum Süd, das sich zusammen mit dem DGB für die Belange der Ersatzdienstleistenden einsetzte und die Abschaffung des Ersatzdienstes forderte.[78]
- Helmut Schauer
- Reinhold Settele (1928–2017) wurde 1966 als Nachfolger von Herbert Stubenrauch Bundesvorsitzender des VK. Er war als Ulmer Schüler bereits im „Dritten Reich“ im Widerstand aktiv.[79] Seit 1945 war er in der SPD aktiv, als Jungsozialist und als Funktionär der „Sozialistischen Jugend die Falken“. Er war fest verwurzelt in den Stuttgarter linken Kreisen, war auf lokaler Ebene eines der Gründungsmitglieder der GdW, später Vertreter der VK-Gruppe Stuttgart im Bundesausschuss und Sprecher des Regionalausschusses Süd der Kampagne für Abrüstung.[80]
In der Ulmer DenkStätte Weiße Rose wird ihm mit einem Porträt gedacht.
- Gangolf Stocker
- Herbert Stubenrauch (1938–2010). Herbert Stubenrauch war für einige Jahre Bundesvorsitzender und verantwortlicher Redakteur von Zivil. Beim Bundeskongress 1968 verabschiedete er sich zusammen mit seinem langjährigen Redaktionskollegen Egon Becker aus der Arbeit für die Verbandszeitschrift – aus beruflichen Gründen, wie Alfred Riedel schrieb, denn er wöllte seine Dissertation fertigstellen.[30] Er war zu dieser Zeit bereits Lehrer an der Ernst-Reuter-Schule (Frankfurt am Main), einer der ersten integrierten Gesamtschulen in Hessen. Einige knappe Hinweise über ihn finden sich in der Deutschen Digitalen Bibliothek, und in der Sondersammlung Protest, Widerstand und Utopie in der Bundesrepublik Deutschland des Hamburger Instituts für Sozialforschung (HIS) heißt es über ihn: „Herbert Stubenrauch (Pädagoge und Therapeut, 1938-2010): Er gehörte zu den frühen Aktivisten der Ostermarsch-Bewegung, war 1968 Mitbegründer des Sozialistischen Lehrerbundes (SLB) und beteiligte sich 1969 an der Gründung des Sozialistischen Büros (SB). Gemeinsam gaben SLB und SB den ,Informationsdienst des Sozialistischen Lehrerbundes‘ , später ,Informationsdienst Arbeitsfeld Schule‘ heraus. Er unterrichtete als Lehrer an einer Frankfurter Gesamtschule und war als Therapeut tätig.“[81][82]
- Helga Tempel
- Konrad Tempel
- Wilhelm Ude (* 21. Juli 1925 in Peine; † Oktober 2007) studierte von 1948 bis 1953 an der Georg-August-Universität Göttingen Englisch, Deutsch, Geschichte und Philosophie. Er war zunächst Hochschulassistent an der TU Braunschweig, Mitherausgeber einer Edition der Werke von Wilhelm Raabe und wurde 1955 mit einer Dissertation über das Thema Europäische Nationen im Spiegel britischer Zeitschriften in den Jahren 1890-1914. Ein Beitrag zur Vorgeschichte des ersten Weltkrieges an der Philosophischen Fakultät der Universität Göttingen promoviert.[83]
Ude wechselte 1955 in den Schuldienst arbeitete als Lehrer in Bad Gandersheim, Seesen und schließlich in Varel. Hier war er von 1973 bis 1988 Leiter des Lothar-Meyer-Gymnasiums.[84] Nach seiner Pensionierung wirkte Ude als Lehrbeauftragter für Philosophie an der Carl von Ossietzky Universität Oldenburg[85] und war Autor zweier philosophischer Bücher.[86]
Nach Guido Grünewald war Ude ein religiös und ethisch orientierter Pazifist.[87] Er hatte 1963 zusammen mit Heinrich Hannover die Schrift Kriegsdienstverweigerung und Dienst an der Gemeinschaft verfasst[88] und spielte eine wichtige Rolle in den verbandsinternen Auseinandersetzungen nach 1968. 1969 ließ er die Beschlüsse des Stuttgarter Bundeskongresses gerichtlich aufheben.
- Hanne und Klaus Vack
- Willi van Ooyen gehörte in den 1970er Jahren dem Bundesvorstand an.
- Fritz Vilmar, „Funktionär der IG Metall und Vorsitzender der Frankfurter Kriegsdienstverweigerer“[40] Vilmar gilt als einer der Initiatoren der im Frühjahr 1969 entstandenen Gruppe demokratischer Kriegsdienstverweigerer im VK (GDK), der es in den damaligen verbandsinternen Auseinandersetzungen darum gegangen sei, „den VK ‚mit eiserner Konsequenz auf die geistig-politischen Grundlagen der Satzung‘ zurückzubringen. Es gelte der WRI-Erklärung im VK wieder Geltung zu verschaffen, niemand dürfe mehr Mitglied des Verbandes sein, der sich nur unter bestimmten Umständen gegen Krieg ausspreche und ihn gleichzeitig z. B. in Vietnam und Südamerika verherrliche“.[89]
- Peter-Paul Zahl
- Wolfgang Zucht